# René Pétillon
René Pétillon (Archivo de audio "petijɔ̃" no encontrado; Lesneven, 12 de diciembre de 1945 – 30 de septiembre de 2018) fue un dibujante satírico y político francés. Como caricaturista, fue famoso por su trabajo en la revista Canard Enchaîné. Como dibujante de cómics, en cambio, fue conocido por su personaje Jack Palmer, un detective que no se entera de mucho en las investigaciones que le confían.
Pétillon se unió a la revista Pilote en 1972. Desde 1993, publicó dibujos en Canard Enchaîné firmando como Pétillon. En 1989, recibió el Gran Premio de la Ciudad de Angulema en el Festival Internacional de la Historieta de Angulema. En 2002 le fue otorgado el Gran Premio de l'humour vache en el Salon international du dessin de presse et d'humour de Saint-Just-le-Martel.
En 2001, publicó L'Enquête Corse, junto a grupos "independentistas" de Córcega. El álbum fue un éxito popular y de crítica, con 300.000 copias impresas en francés y 30.000 en corso. Una película del mismo nombre, protagonizada por Jean Reno y basada en el libro, se estrenó en 2004.  René Pétillon official art gallery] 
Su trabajo apareció en L'Écho des Savanes y en 2015, en Charlie Hebdo.